# میگوئل پینرو
میگوئل پینرو (به انگلیسی: Miguel Piñero) (زاده ۱۹ دسامبر ۱۹۴۶-درگذشته ۱۶ ژوئن ۱۹۸۸) بازیگر پورتوریکویی بود.
از فیلم‌هایی که وی در آن نقش داشته است می‌توان به از نفس‌افتاده اشاره کرد.